# Pachnobia ussurica
Pachnobia ussurica là một loài bướm đêm trong họ Noctuidae.